# Nico Molhoek
Nicolaas Adam Johannes (Nico) Molhoek (Roosendaal en Nispen, 15 januari 1931 - 21 februari 2019) was een Nederlands politicus van de KVP en later het CDA.
Hij werd geboren als zoon van Anthonie Molhoek (1899-1987) en Maria Dimphna Posthumus (1901-1984). N.A.J. Molhoek was werkzaam bij de gemeentesecretarie van Eibergen voor hij in april 1962 M. de Visser opvolgde als gemeentesecretaris van Geertruidenberg. In mei 1966 volgde zijn benoeming tot burgemeester van de Noord-Hollandse gemeente Limmen waarna Ruud Reinders de gemeentesecretaris van Geertruidenberg werd. In februari 1985 werd Molhoek de burgemeester van Zundert wat hij zou blijven tot begin 1995 toen hij vervroegd met pensioen ging. Begin 2019 overleed hij op 88-jarige leeftijd.